# Michelle Forbes
Michelle Renee Forbes Guajardo (Austin, Texas, Estados Unidos; 8 de enero de 1965) es una actriz de cine estadounidense.

## Carrera
Hija de padre estadounidense de ascendencia inglesa y madre texana de ascendencia mexicana, de joven estudió ballet clásico. A la edad de 16 años se trasladó a la ciudad de Nueva York para la audición de un papel en una película y terminó en la agencia William Morris.
En 1987, Forbes formó parte del reparto de la telenovela The Guiding Light. Su doble papel de Sonni/Solita fue aclamado por parte de la crítica. Forbes tenía solamente 20 años cuando formó parte del reparto interpretando a dos de los personajes centrales de la trama, razón por la que a su temprana edad fue nominada a los Premios Emmy.
Después de este papel, continuó en el teatro, que siempre fue una de sus pasiones, y comenzó a aparecer en pequeños papeles como artista invitada en televisión. En 1993 formó parte del reparto junto a Brad Pitt y David Duchovny en la película de culto Kalifornia. A partir de ese momento su carrera despegó y participó en producciones tan importantes como Star Trek: La Nueva Generación con un papel que le traería una oferta de contrato de 7 temporadas para seguir interpretando a Ro Laren (su personaje en ST: TNG) como personaje principal en la que sería la nueva serie de Star Trek: Espacio Profundo Nueve. No obstante, Michelle decidió declinar la oferta con el propósito de tener una mayor variedad en su carrera y desde entonces, ha interpretado numerosos papeles secundarios tanto en series de televisión como en la gran pantalla. Algunos de sus personajes más conocidos son la Almirante Helena Cain (Battlestar Galactica), Lynne Kresge (24), Samantha Brinker (Prison Break), Julianna Cox (Homicidio) y Maryann Forrester (True Blood).

## Filmografía

### Películas
- Columbus (2017) - Maria
- Gemini (2017) - Jamie
- Los juegos del hambre: sinsajo - Parte 2 (2015) - Teniente Jackson
- The Hunters (2013) - Jordyn Flynn
- Battlestar Galactica: Razor (2007) - Almirante Helena Cain
- Lejos de la verdad (2007)
- Al Roach: Private Insectigator (2004)
- Messiah: The Promise (2004)
- Dandelion (2004)
- Confessions of an American Girl (2002) - Madge Grubb
- Messiah 2: Vengeance Is Mine (2002)
- Johnson County War (2002)
- Messiah (2001)
- Perfume (2001) - Francene
- Bullfighter (2000)
- Homicide - La Película(2000)
- Dry Martini (1998)
- The Prosecutors (1996)
- 2013: Rescate en L.A. (1996) - Brazen
- Black Day, Blue Night (1995)
- Just Looking (1995)
- Swimming with Sharks (1994)
- Sin escrúpulos (1994)
- Kalifornia (1993) - Carrie Laughlin
- Love Bites (1993) - Nerissa
- Playboys (1992)

### Series de televisión
- Star Trek: Picard (2023) - Comandante Ro Laren
- New Amsterdam (2021-presente) - Dra. Veronica Fuentes, papel recurrente
- Treadstone (2019) - Ellen Becker, papel principal
- Grey's Anatomy (2019) - Vicky Ann Rudin, episodio "Silent All These Years"
- Berlin Station (2016 - 2019) - Valerie Edwards, papel principal
- Powers (2015) - Janis Sandusky/Chica retro, 11 episodios
- The Returned (2015) - Helen Goddard, 8 episodios
- Orphan Black (2013) - Dra. Marian Bowles, 3 episodios
- The Killing (2011—2012) - Michelle'Mitch' Larsen, 20 episodios
- True Blood (2008–2009) - Maryann Forrester, 15 episodios
- Lost (2008) - Karen Decker, episodio "There's No Place Like Home part 1"
- In treatment (2008) - Kate Weston, 13 episodios
- Waking the Dead (2007) - Sarah, 3 episodios
- Boston Legal (2006) - Juliette Monroe, episodio "The Nutcrackers"
- Holby City (2006)
- Prison Break (2005-2006) - Samantha Brinker, 7 episodios
- Battlestar Galactica (2005-2006) - Almirante Helena Cain, 3 episodios
- The Inside (2005) - Zoya Petikof, episodio "Thief of Hearts"
- Alias  (2005) - Dra. Maggie Sinclair, episodio "Another Mister Sloane"
- Global Frequency (2005)
- Love is the Drug (2004)
- 24 (2002 - 2003) - Lynne Kresge, 18 episodios
- Fastlane (2002)
- Strong Medicine (2002)
- The District (2000)
- Wonderland (TV) (2000)
- Brimstone (serie) (1998)
- Homicidio (1996 - 1998) - Dra. Julianna Cox, 30 episodios
- The Outer Limits (1996) - Jamie Pratt, episodio "A Stich in Time"
- Seinfeld (1994) - Julie, episodio "The Big Salad"
- Star Trek: La Nueva Generación (1991 - 1994) - Ro Laren, 8 episodios. Papel secundario hija (dara) de doctor científico timicin (david odgen stiers- raza planeta kailon 2)  temporada 4 capítulo 22.
- Shannon's Deal (1991)
- Los Misterios del Padre Dowling (1991)
- The Guiding Light (1986 - 1989)

### Videojuegos
- Half-Life 2 (2004) - voz de la Dr. Judith Mossman
- Half Life 2: Episode One (2006) - voz de la Dr. Judith Mossman
- Half Life 2: Episode Two (2007) - voz de la Dr. Judith Mossman
- Chronicles of Riddick: Assault on Dark Athena (2009) (voz de la capitana Gail Revas)
- DC Universe Online (2011) (voz de Circe)
- Wolfenstein II: The New Colossus (2017) - Zofia Blazkowicz